# Kiira Korpi
Kiira Korpi, née le 26 septembre 1988 à Tampere, est une patineuse artistique finlandaise. Elle est vice-championne d'Europe 2012 et quintuple championne de Finlande (2009, 2011, 2012, 2013, 2015).

## Biographie

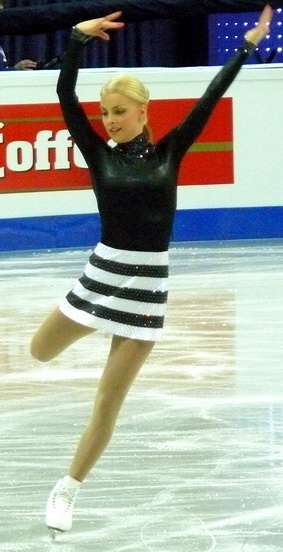
Kiira Korpi aux championnats du monde 2008.

### Vie personnelle
Le père de Kiira Korpi, Rauno Korpi, est l'entraîneur de l'équipe olympique finlandaise de hockey féminine qui remporte la médaille de bronze aux Jeux olympiques de Nagano en 1998.

### Carrière sportive
Korpi remporta une médaille d'argent à ses premiers championnats de Finlande de niveau senior. Elle se qualifia pour les championnats d'Europe, où elle se classa 13e. La saison suivante, elle resta au niveau junior pour le Grand Prix. Elle se classa troisième aux championnats de Finlande, 6e aux championnats d'Europe. Son classement aux championnats d'Europe fut pris en compte pour sa sélection dans l'équipe olympique, malgré sa 3e place aux championnats nationaux. Aux Jeux olympiques de Turin, elle termina 16e.
À la saison 2006/2007, Kiira a fait ses débuts au Grand Prix de niveau senior. Elle se classa 7e à Skate America et 6e à la Coupe de Russie. Aux championnats de Finlande, elle termina 4e place. Par contre, aux championnats d'Europe, elle remporta une médaille de bronze. Elle devint la deuxième finlandaise à remporter une médaille aux championnats d'Europe depuis Susanna Poykio en 2005.
Korpi a manqué la saison du Grand Prix 2008/2009, à la suite d'une maladie. Elle fut de retour à temps pour les championnats de Finlande, où elle a remporté son premier titre national, suivi d'une 5e place aux championnats d'Europe.
Pour la saison 2009/2010, Kiira Korpi a participé au Trophée Éric-Bompard et à la Coupe de Chine.
Elle est médaillée de bronze aux championnats d'Europe 2011 à Berne.

## Palmarès
| Compétition                         | 2003    | 2004    | 2005    | 2006    | 2007    | 2008    | 2009    | 2010    | 2011    | 2012    | 2013    | 2014    | 2015    |  |
| Jeux olympiques d'hiver             |         |         |         | 16e     |         |         |         | 11e     |         |         |         |         |         |  |
| Championnats du monde               |         |         |         | 10e     | 14e     | 9e      |         | 19e     | 9e      | F       | F       | F       | 31e     |  |
| Championnats d’Europe               |         |         | 13e     | 6e      | 3e      | 5e      | 5e      | 4e      | 3e      | 2e      | F       | F       | A       |  |
| Championnats de Finlande            |         |         | 2e      | 3e      | 4e      | 2e      | 1re     | 2e      | 1re     | 1re     | 1re     | F       | 1re     |  |
| Championnats du monde juniors       | 19e     | 16e     | 10e     |         |         |         |         |         |         |         |         |         |         |  |
|                                     |         |         |         |         |         |         |         |         |         |         |         |         |         |  |
| Grand Prix ISU                      | 2002/03 | 2003/04 | 2004/05 | 2005/06 | 2006/07 | 2007/08 | 2008/09 | 2009/10 | 2010/11 | 2011/12 | 2012/13 | 2013/14 | 2014/15 |  |
| Finale du Grand Prix                |         |         |         |         |         |         |         |         |         |         | 4e      |         |         |  |
| Skate America                       |         |         |         |         | 7e      |         |         |         |         |         |         |         |         |  |
| Skate Canada                        |         |         |         |         |         |         |         |         |         |         |         | F       |         |  |
| Coupe de Chine                      |         |         |         |         |         |         |         | 2e      |         |         | 3e      |         |         |  |
| Trophée de France                   |         |         |         |         |         |         |         | 8e      | 1re     |         |         | F       |         |  |
| Coupe de Russie                     |         |         |         |         | 6e      | 4e      |         |         |         | 5e      | 1re     |         |         |  |
| Trophée NHK                         |         |         |         |         |         |         |         |         | 4e      | 6e      |         |         |         |  |
| Légende : F = Forfait ; A = Abandon |         |         |         |         |         |         |         |         |         |         |         |         |         |  |